# Società Sportiva Syracusæ 1930-1931
Questa voce raccoglie le informazioni riguardanti la Società Sportiva Syracusæ nelle competizioni ufficiali della stagione 1930-1931.

## Rosa
| N. |                   | Ruolo | Calciatore      |
| -- | ----------------- | ----- | --------------- |
|    | Italia (bandiera) | D     | Albino Bottini  |
|    | Italia (bandiera) | A     | Cavedoni        |
|    | Italia (bandiera) | C     | Ferrari         |
|    | Italia (bandiera) | A     | Luigi Derchi    |
|    | Italia (bandiera) | P     | Belelli         |
|    | Italia (bandiera) | D     | Medoro Bagnoli  |
|    | Italia (bandiera) | A     | Daniele Moruzzi |

| N. |                   | Ruolo | Calciatore           |
| -- | ----------------- | ----- | -------------------- |
|    | Italia (bandiera) | C     | Giovanni Greppi      |
|    | Italia (bandiera) | D     | Grandi               |
|    | Italia (bandiera) | D     | Alberto Macchi       |
|    | Italia (bandiera) | C     | Luigi Pinasco        |
|    | Italia (bandiera) | C     | Salussoglia          |
|    | Italia (bandiera) | D     | Guglielmo Tramontana |
|    | Italia (bandiera) | D     | Zavaroni             |